# 赵光
赵光（?—前111年），中国西汉时期南越国的蒼梧王。
南越王封其宗人赵光为苍梧王，治广信。丞相吕嘉杀赵兴，立王兄赵建德为新的南越王，并派人告知了南越国的诸侯苍梧王赵光及南越国属下的各郡县官员。
前111年，吕嘉和赵建德被擒之后，南越国属下各郡县包括苍梧王赵光、桂林郡监居翁、揭阳县令史定等皆不战而降，赵光投降后被汉武帝封为随桃侯。去世后，其子赵昌乐嗣位。

## 延伸阅读
[在维基数据编辑]
 《史記/卷113》，出自司馬遷《史記》